# 나오미 (배우)
나오미(羅五美, 羅娪美, 1951년 5월 29일 ~ )는 대한민국의 배우이다. 홍익대학교 공예과를 중퇴하였다.

## 수상
- 1972년 백상예술대상 영화부문 신인상 (봄 여름 가을 그리고 겨울)